# Лібенталь
Лібенталь (нім. Liebenthal) — село Маяківської сільської громади Одеського району Одеської області, Україна. Населення становить 414 осіб.

## Історія
Німецька колонія Лібенталь заснована в 1925 році німцями колоністами із сусідньої колонії Ґрос-Лібенталь. До війни діти навчалися в сусідніх селах Йозефсталь і Ґрос-Лібенталь.
Село окуповане румунами 31 серпня 1941 року. У часи німецько-румунської окупації називалося Адольфсталь (нім. Adolfstal, на честь Адольфа Гітлера). 11 квітня 1944 окуповане червоноармійцями і повернене до Радянського Союзу. Німецьке населення виселене 20 березня 1944 року. Перейменоване на Ленінталь (Ленінська долина).
Після війни заселене українцями. В 1968 році було 55 дворів, населення 177 людей.
У 2016 році повернена історична назва Лібенталь в рамках декомунізації.
З 2016 року тут працює соціальне підприємство — агроферма «Лібенталь». Це один із проєктів благодійного фонду «Шлях додому», який допомагає підліткам знайти своє місце в житті, здобути професію у сфері агробізнесу, а також навчитися азам фінансової грамотності.

## Населення
Згідно з переписом УРСР 1989 року чисельність наявного населення села становила 432 особи, з яких 200 чоловіків та 232 жінки.
За переписом населення України 2001 року в селі мешкало 414 осіб.

### Мова
Розподіл населення за рідною мовою за даними перепису 2001 року:
| Мова       | Відсоток |
| ---------- | -------- |
| українська | 91,79 %  |
| російська  | 5,31 %   |
| молдовська | 2,90 %   |